# Monte Šerpo
Monte Šerpo (Monte Serpo) je jedan od izvornih sedam pulskih brežuljaka. Nalazi se u istočnom dijelu grada Pule, a administrativno pripada Mjesnom odboru Busoler. Podrijetlo imena ovog brežuljka povezuje se s latinskom riječi serpens koja označava zmiju.
Na Monte Šerpu se vadio kremeni pijesak, tako da je ispod južnog dijela naselja prokopano niz tunela. Za vrijeme 2. svjetskog rata lokalno stanovništvo je u tunelima nalazilo utočište od bombardiranja grada. Neki dijelovi tunela su se u međuvrmenu napunili vodom, tako da se odatle može crpiti voda za poljoprivredne potrebe.